# أولاف اولسن
أولاف اولسن (بالنرويجية البوكمول: Olaf Olsen)‏ هو موسيقي نرويجي، ولد في 8 أغسطس 1976 في نيدره آيكر في النرويج.

## وصلات خارجية
- الموقع الرسمي
- أولاف اولسن على موقع IMDb (الإنجليزية)
- أولاف اولسن على موقع ميوزك برينز (الإنجليزية)
- أولاف اولسن على موقع ديسكوغز (الإنجليزية)